# Sans-souci-Polka
Sans-souci-Polka, op. 178, är en polka av Johann Strauss den yngre. Den framfördes första gången den 21 januari 1856 i Schwendlers Casino i Wien.

## Historia
Polkan har inget att göra med kung Fredrik den stores sommarresidens Sanssouci utanför Potsdam. Strauss skrev den för en välgörenhetsbal, som gick av stapeln den 21 januari 1856 i Carl Schwenders nöjesetablissemang och titeln har med samtidens fascination för det franska språket. Polkan skulle komma att bli särskilt populär hos den ryska publiken när Strauss for på sin stora konsertturné till Ryssland sommaren 1856. Tillsammans med en orkester på 40 musiker gav han dagliga konserter i Vauxhall Pavilion i Pavlosk från maj till oktober. Sans-souci-Polka gavs första gången vid öppningskonserten den 18 maj och fick tas om direkt, samt två gånger efter konsertens slut. Under vistelsen i Pavlovsk spelades polkan mer än 99 gånger - endast valsen Juristenball-Tänze spelades fler gånger: 139 stycken.

## Om polkan
Speltiden är ca 4 minuter och 13 sekunder plus minus några sekunder beroende på dirigentens musikaliska tolkning.